# Derechos transgénero en Argentina

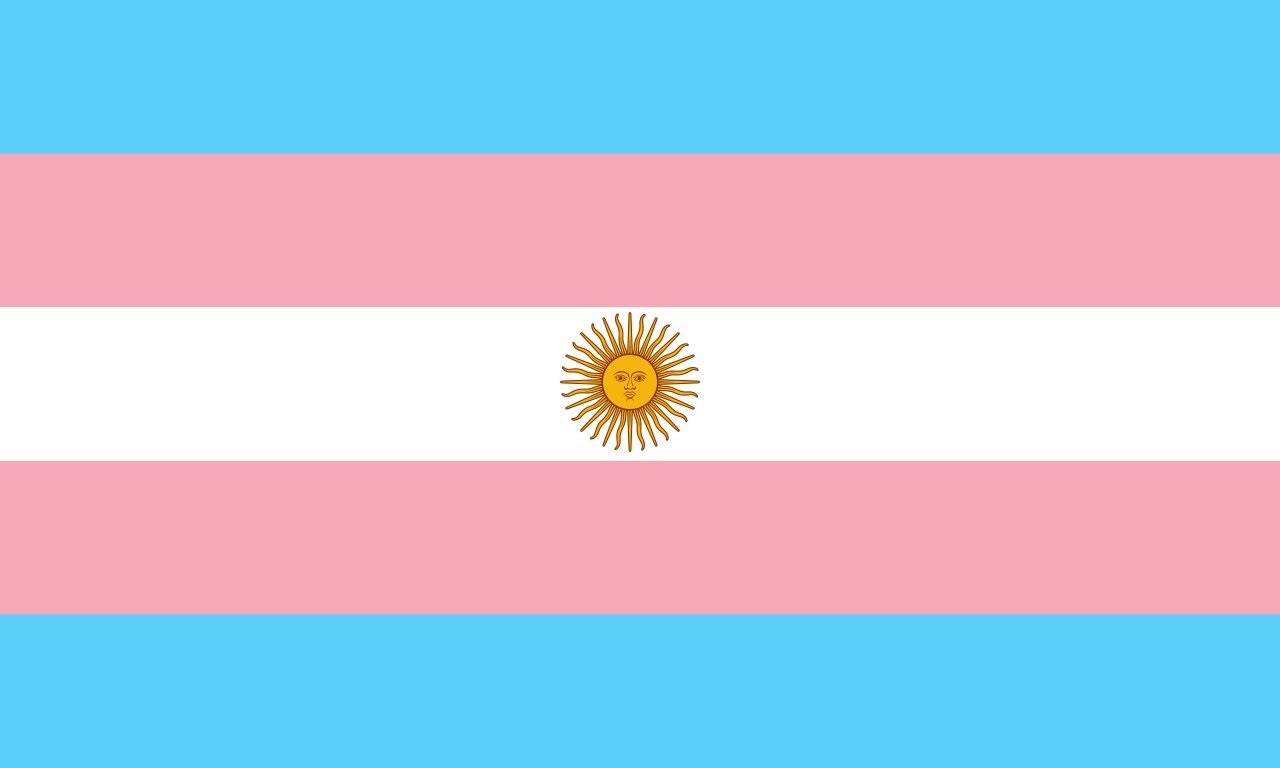
Fusión de las banderas de Argentina y del orgullo transgénero.

Los derechos transgénero en Argentina han sido calificados como unos de los países más progresistas del mundo. El país "tiene una de las leyes transgénero más completas del mundo": su Ley de Identidad del Género, pasada en 2012, convirtió a Argentina en el "único país que permite a personas cambiar su identidad de género sin poner barreras como terapia de hormonas, cirugía o diagnosis psiquiátrica que les etiqueta como poseedores de una anormalidad". En 2015, la Organización Mundial de la Salud citó a Argentina como un país ejemplar para proporcionar derechos transgénero. Activistas transgénero destacados incluyen a Lohana Berkins, Diana Sacayán, Mariela Muñoz, María Belén Correa, Marlene Wayar, Claudia Pía Baudracco, Susy Shock y Lara Bertolini.
Actualmente, activistas trans de Argentina están luchando por leyes de antidiscriminación y cupo laboral, así como una que defienda las vidas de las personas trans, que se ven atacadas a diario.
El "Día de la promoción de los derechos las personas trans" está celebrado en la ciudad de Buenos Aires y en la Provincia de Santa Fe el 18 de marzo, en memoria a la activista Claudia Pía Baudracco.

## Historia

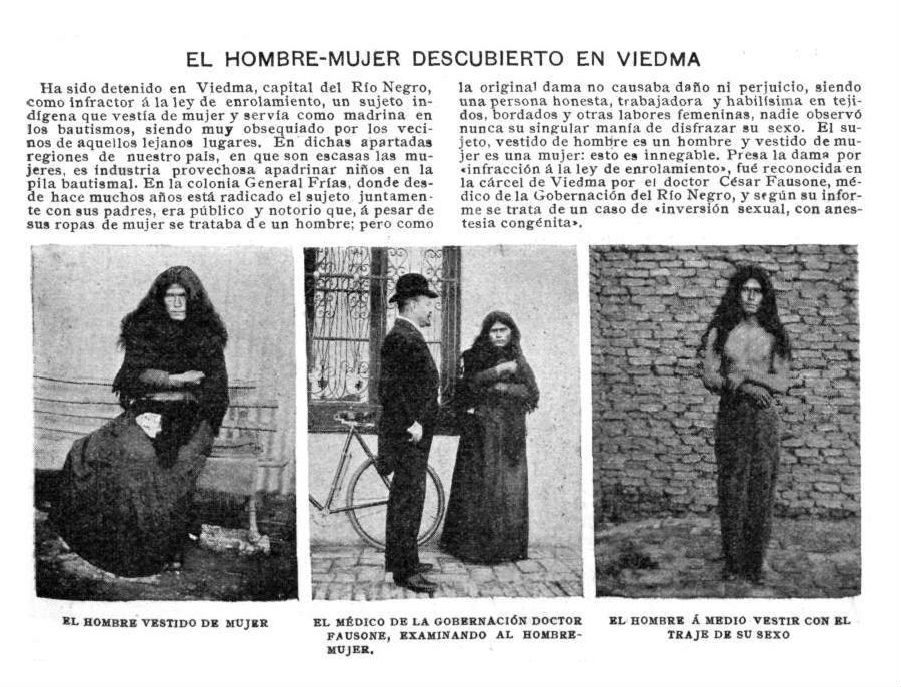
Noticia de Caras y Caretas en 1902, describiendo la detención de una persona indígena "hombre-mujer" en Viedma, Río Negro

En 1997, Asociación de Lucha por la Identidad Travesti-Transsexual fue creada para defender los derechos de personas trans. Una de sus primeras victorias ocurrió en 2006 cuándo la Corte Suprema volcó a un tribunal gobernante más bajo que había declarado que personas transgénero no tuvieron un derecho legal para organizarse y hacer campaña por sus derechos.
En 2007, la Corte Suprema dictó que una persona de 17 años tuvo el derecho legal para pasar por el proceso de cambio del sexo y tener sus documentos legales cambiados para reflejar la operación.
En 2009, Marcela Romero ganó el derecho legal a cambiar su identidad, y le fue otorgado un título honorario por el gobierno. Fue premiada por el Congreso Honorario a Mujer del Año. Romero permanece como una de las defensoras destacadas de los derechos humanos de personas transgénero en Argentina.
En 2012, los senadores aprobaron unánimemente la "Ley de Género".
A mediados de 2018, la provincia de Santa Fe anunció la incorporación de varias personas trans al programa de Reparación Histórica, el cual da pensiones a víctimas de la última dictadura militar. Diario Página/12 consideró que "la acción establece un nuevo estándar en políticas públicas sin precedentes a nivel nacional y a través de Latinoamérica."
El 18 de junio de 2018, un tribunal de Buenos Aires sentenció a Gabriel David Marino a cadena perpetua por el asesinato de la activista trans Diana Sacayán. Por primera vez en la historia, la justicia argentina reconoció que el asesinato era un "delito de odio en contra de la identidad travesti", conocido como "travesticidio" o "transvesticidio". El gobernante fue ampliamente celebrado por activistas LGBT y ha sido considerado "un ejemplo más del cambio social en marcha en Argentina."
En marzo de 2019, le fue permitido a la activista trans Lara María Bertolini cambiar su sexo oficial al transfemenino etiqueta no binaria "feminidad travesti" a través de un judicial que estuvo considerado un hito para el movimiento travesti. La juez de Buenos Aires Myriam Cataldi sintió que la Ley de Identidad del Género aplicada al caso de Bertolini, citando la definición de la ley de "identidad de género": "la experiencia interna e individual del género como cada persona la siente, la cual puede o no puede corresponder al sexo asignado en el nacimiento, incluye la experiencia personal del cuerpo."
El 19 de marzo de 2019, la Provincia de Neuquén anunció una pensión para trans-personas que sean mayores a cuarenta años y quienes no han registrado ocupación. Recibirán una contribución económica mensual como parte de un programa de Reparación Histórica, el cual "reconoce la vulneración sistemática de sus derechos".
Si bien las provincias de Santa Fe y recientemente[¿cuándo?] en Neuquén han logrado una ley que repare a las personas travestis que sufrieron persecución durante la dictadura (1976), desde hace más de 10 años que activistas travestis y trans en colaboración con partidos políticos y organizaciones de la sociedad civil han presentado proyectos de Ley, pero hasta ahora ninguno logró ser aceptado. 

## Ley de identidad del género
La Ley de Género concede cirugía de reasignamiento de sexo a adultos y terapia de hormonas como parte de sus planes de salud pública o privada. La ley también permite cambios a género, imagen, o nombre de nacimiento en registros civiles sin la aprobación de un doctor o un juez. En 2013 una niña de seis años llamada Luana, quién fue designada de género masculino en el nacimiento, se convertía en la primera menor trans en Argentina en tener su nombre nuevo oficialmente cambiado en sus documentos de identidad. Se cree que es la más joven en ser beneficiada por la Ley de Identidad del Género del país.